# Jubileu de Ouro da UEFA
O Jubileu de Ouro da UEFA é o nome popular de uma pesquisa online realizada em 2004 pela UEFA, como parte de suas celebrações do Jubileu de Ouro, elegendo os melhores jogadores europeus dos 50 anos anteriores. A pesquisa, disponível no site da UEFA, pediu aos entrevistados para escolher os seus 10 jogadores favoritos de cada uma das cinco décadas anteriores, a partir de uma lista de 250 jogadores. Mais de 150 mil pessoas responderam, produzindo mais de sete milhões de votos. Zinedine Zidane liderou a pesquisa pouco a frente de Franz Beckenbauer. Os jogadores italianos foram os mais indicados, com 10 indicações, desbancando jogadores alemães com 8 indicações.

## Resultado completo
|    | Jogador                 | Nacionalidade               | Votos   |
| -- | ----------------------- | --------------------------- | ------- |
| 1  | Zinedine Zidane         | França                      | 123,582 |
| 2  | Franz Beckenbauer       | Alemanha Ocidental          | 122,569 |
| 3  | Johan Cruyff            | Países Baixos               | 119,332 |
| 4  | Marco van Basten        | Países Baixos               | 117,987 |
| 5  | Dino Zoff               | Itália                      | 114,529 |
| 6  | Alfredo di Stéfano      | Argentina Spain             | 107,435 |
| 7  | Eusébio                 | Portugal                    | 103,937 |
| 8  | Lev Yashin              | União Soviética             | 101,862 |
| 9  | Michel Platini          | França                      | 99,380  |
| 10 | Paolo Maldini           | Itália                      | 95,497  |
| 11 | Ferenc Puskás           | Hungria Spain               | 94,361  |
| 12 | Paolo Rossi             | Itália                      | 91,194  |
| 13 | Ruud Gullit             | Países Baixos               | 91,001  |
| 14 | Bobby Charlton          | Inglaterra                  | 89,921  |
| 15 | Lothar Matthäus         | Alemanha Ocidental Alemanha | 86,798  |
| 16 | Karl-Heinz Rummenigge   | Alemanha Ocidental          | 86,649  |
| 17 | Franco Baresi           | Itália                      | 83,800  |
| 18 | Gerd Müller             | Alemanha Ocidental          | 82,668  |
| 19 | George Best             | Irlanda do Norte            | 79,036  |
| 20 | Kevin Keegan            | Inglaterra                  | 78,840  |
| 21 | Frank Rijkaard          | Países Baixos               | 71,333  |
| 22 | Luís Figo               | Portugal                    | 71,299  |
| 23 | Bobby Moore             | Inglaterra                  | 70,884  |
| 24 | Roberto Baggio          | Itália                      | 68,239  |
| 25 | Michael Laudrup         | Dinamarca                   | 67,484  |
| 26 | Ronald Koeman           | Países Baixos               | 66,661  |
| 27 | Peter Schmeichel        | Dinamarca                   | 66,463  |
| 28 | Gheorghe Hagi           | Roménia                     | 62,383  |
| 29 | Sepp Maier              | Alemanha Ocidental          | 62,375  |
| 30 | Oliver Kahn             | Alemanha                    | 58,151  |
| 31 | Davor Šuker             | Croácia                     | 58,078  |
| 32 | Raúl                    | Espanha                     | 56,880  |
| 33 | Berti Vogts             | Alemanha Ocidental          | 55,398  |
| 34 | Johan Neeskens          | Países Baixos               | 54,796  |
| 35 | Gianni Rivera           | Itália                      | 53,874  |
| 36 | José Antonio Camacho    | Espanha                     | 53,873  |
| 37 | Marco Tardelli          | Itália                      | 53,732  |
| 38 | Just Fontaine           | França                      | 53,612  |
| 39 | Peter Shilton           | Inglaterra                  | 50,841  |
| 40 | Bernd Schuster          | Alemanha Ocidental          | 50,247  |
| 41 | Raymond Kopa            | França                      | 49,504  |
| 42 | Éric Cantona            | França                      | 48,436  |
| 43 | Stanley Matthews        | Inglaterra                  | 47,915  |
| 44 | Ruud van Nistelrooy     | Países Baixos               | 47,398  |
| 45 | Valentin Kozmich Ivanov | União Soviética             | 46,022  |
| 46 | Gary Lineker            | Inglaterra                  | 44,787  |
| 47 | Alessandro Nesta        | Itália                      | 44,667  |
| 48 | José Santamaría         | Uruguai Spain               | 43,690  |
| 49 | Alessandro Del Piero    | Itália                      | 43,227  |
| 50 | Alessandro Costacurta   | Itália                      | 42,511  |